# 러스 압 그리퍼드
러스 압 그리퍼드(웨일스어: Rhys ap Gruffydd: 1132년경-1197년 4월 28일)는 1155년에서 1197년까지 남웨일스(데허이바르스)를 통치한 터워소그였다. 그가 흔히 사용한 작호는 "데허이바르스의 터워소그" 또는 "남웨일스의 터워소그"였고, "웨일스의 터워소그" 또는 "웨일스인의 터워소그"라는 작호도 두 건 발견된다. 러스는 당대 가장 성공적인 웨일스인 군주였으며, 1170년 귀네드의 오와인 귀네드가 죽은 뒤에는 전 웨일스의 패자가 되었다.
러스 압 그리퍼드의 조부 러스 압 테우두르는 테허이바르스의 왕으로서, 1093년 아베르혼디 전투에서 베르나르 드 뇌프마르슈에게 전사했다. 그 이래로 데허이바르스는 대부분의 영역이 노르만인에게 침탈되었다. 러스의 부친 그리퍼드 압 러스는 최소한의 영토를 온존해냈고, 그리퍼드가 죽은 뒤 그 아들들, 즉 러스의 형들이 계속 영토를 회복해나갔다. 러스는 1155년 데허이바르스의 통치자가 되었다. 1158년, 러스는 잉글랜드 국왕 헨리 2세에게 칭신할 것을 강요받았고, 1163년 남웨일스로 쳐들어온 헨리 2세는 그의 땅을 모두 빼앗고 그를 포로로 잡아갔다. 몇 주 뒤 러스는 매우 작은 땅과 함께 석방되었다. 러스는 오와인 귀네드와 동맹을 맺고 1165년 헨리 2세가 재차 웨일스로 쳐들어왔을 때 그것을 막아내고 자기 땅을 거의 다 되찾았다.
1171년 러스는 헨리 2세와 화약을 맺고 자기가 정복한 땅에 대한 소유권을 확인받았고, 남웨일스의 사법관이라는 작위를 받았다. 그는 1189년 헨리 2세가 죽을 때까지 잉글랜드와 좋은 관계를 유지했다. 헨리가 죽은 뒤 리처드 1세가 즉위하자 러스는 다시 잉글랜드에 반하여 자기 영토 주변의 노르만인 영지들을 공격, 많은 성을 함락시켰다. 1196년 러스는 노르만인들에 대한 마지막 원정에 나서 또 많은 성을 함락시켰다. 이듬해 갑자기 죽고 세인트데이비드 대성댕에 안장되었다. 러스는 말년에 자식 관리 때문에 골치를 썪였는데, 그가 죽은 뒤 그의 지나치게 많은 아들들이 부왕의 영토를 분할상속받아 남웨일스는 지리멸렬해졌고 다시 중흥할 수 없었다.